# Inti Schröder
Inti Wolfgang Schröder Moraes (Montevideo, Uruguay, 7 de febrero de 1987) es un exfutbolista chileno de origen alemán que juega como delantero o mediocampista en Lota Schwager.

## Carrera
Se inició en Estudiantes de Quilpué, club amateur de la ciudad de Quilpué, para luego formar parte de las inferiores de Everton de Viña del Mar.
Comenzando su carrera como profesional en Unión La Calera donde convirtió su primer gol como profesional el 10 de junio de 2007 frente al Deportes Temuco de Eduardo Bonvallet. En Unión La Calera tuvo una buena campaña, fue enviado a Deportes Ovalle.
En Deportes Ovalle logró alcanzar los cuartos de final en la Copa Chile. A comienzos del 2009 estuvo sin equipo y a mediados de año llega a Santiago Wanderers, club rival de su equipo formador. finalmente debuta por su nuevo club en la última fecha del torneo frente a Deportes Puerto Montt.
Para la temporada 2010 parte a Iberia. Al año siguiente, ficha por Lota Schwager de la Primera B de Chile.

## Clubes
| Club               | País  | Temporadas |
| ------------------ | ----- | ---------- |
| Unión La Calera    | Chile | 2007       |
| Deportes Ovalle    | Chile | 2008       |
| Santiago Wanderers | Chile | 2009       |
| Iberia             | Chile | 2010       |
| Lota Schwager      | Chile | 2011       |